# La Méditerranéenne 2016
La Méditerranéenne 2016, quarantaduesima edizione della corsa, si svolse nelle regioni della Catalogna, in Spagna, della Linguadoca-Rossiglione e della Provenza-Alpi-Costa Azzurra, in Francia, e della Liguria, in Italia, tra l'11 e il 14 febbraio 2016. La gara è valida come prova del circuito UCI Europe Tour 2016 categoria 2.1.
Si è trattato della 42ª edizione della corsa e la prima dal 2014; la gara è stata rifondata dall'Olympique Club Azur presieduta da Jean-Luc Wrobel.
Ha vinto la corsa l'ucraino Andrij Hrivko, dell'Astana Pro Team, che ha concluso con il tempo di 11h21'27".

## Percorso
Partenza da Banyoles, in Catalogna, con una breve cronometro individuale di 5,5 km.
Il secondo giorno sarà la volta della tappa da Banylus a Port-Vendres, di 157,6 km: i corridori saranno sui Pirenei Orientali, nella regione della Linguadoca-Rossiglione, e dovranno scalare due GPM (rispettivamente di prima e seconda categoria), entrambi posti nella prima parte del percorso.
Cadolive › Pégomas, 180,5 km, la terza tappa: siamo tra la Provenza e la Costa Azzurra e stavolta le insidie saranno concentrate principalmente nella seconda parte del percorso, con tre Gran Premi della Montagna da scalare, l'ultimo dei quali, il Col du Tanneron (2ª cat.), a soli 8 km dal traguardo.
Chiusura in Italia, con la Bordighera – Bordighera (126 km): nessuna salita ufficiale, ma l'attraversamento del territorio della Liguria presenta continui ostacoli, per cui la tappa potrà rivelarsi piena di incertezze.

## Tappe
| Tappa  | Data        | Percorso                                          | km    | Vincitore di tappa | Leader cl. generale |
| ------ | ----------- | ------------------------------------------------- | ----- | ------------------ | ------------------- |
| 1ª     | 11 febbraio | Banyoles (ESP) > Banyoles (ESP) (cron. a squadre) | 5,5   | FDJ                | Matthieu Ladagnous  |
| 2ª     | 12 febbraio | Banyuls-sur-Mer > Port-Vendres                    | 157,6 | Arnaud Démare      | Arnaud Démare       |
| 3ª     | 13 febbraio | Cadolive > Pégomas                                | 180,5 | Andrij Hrivko      | Andrij Hrivko       |
| 4ª     | 14 febbraio | Bordighera (ITA) > Bordighera (ITA)               | 126   | Jan Bakelants      | Andrij Hrivko       |
| Totale | Totale      | Totale                                            | 469,6 |                    |                     |

## Squadre partecipanti
| N.    | Cod. | Squadra                      |
| ----- | ---- | ---------------------------- |
| 1-8   | ALM  | AG2R La Mondiale             |
| 11-18 | FDJ  | FDJ                          |
| 21-28 | AST  | Astana Pro Team              |
| 31-38 | DEN  | Direct Énergie               |
| 41-48 | COF  | Cofidis, Solutions Crédits   |
| 51-58 | FVC  | Fortuneo-Vital Concept       |
| 61-68 | DMP  | Delko-Marseille Provence-KTM |
| 71-78 | AND  | Androni Giocattoli-Sidermec  |

| N.      | Cod. | Squadra                       |
| ------- | ---- | ----------------------------- |
| 81-88   | BAR  | Bardiani-CSF                  |
| 91-98   | AUB  | HP BTP-Auber 93               |
| 101-108 | RML  | Roubaix-Métropole de Lille    |
| 111-118 | RLY  | Rally Cycling                 |
| 121-128 | VER  | Veranclassic-AGO              |
| 131-137 | VBG  | Team Vorarlberg               |
| 141-147 | EUS  | Euskadi Basque Country-Murias |
| 151-158 | ADT  | Armée de Terre                |

## Dettagli delle tappe

### 1ª tappa
- 11 febbraio: Banyoles > Banyoles – Cronometro a squadre – 5,5 km

Risultati
| Pos. | Squadra         | Tempo |
| ---- | --------------- | ----- |
| 1    | FDJ             | 6'00" |
| 2    | Astana Pro Team | s.t.  |
| 3    | Direct Énergie  | a 8"  |

| Pos. | Corridore          | Squadra | Tempo |
| ---- | ------------------ | ------- | ----- |
| 1    | Matthieu Ladagnous | FDJ     | 6'00" |
| 2    | Marc Sarreau       | FDJ     | s.t.  |
| 3    | Mickaël Delage     | FDJ     | s.t.  |

### 2ª tappa
- 12 febbraio: Banylus > Port-Vendres – 157,6 km

Risultati
| Pos. | Corridore      | Squadra    | Tempo    |
| ---- | -------------- | ---------- | -------- |
| 1    | Arnaud Démare  | FDJ        | 4h19'29" |
| 2    | Mickaël Delage | FDJ        | s.t.     |
| 3    | Jan Bakelants  | AG2R La M. | s.t.     |

| Pos. | Corridore          | Squadra | Tempo    |
| ---- | ------------------ | ------- | -------- |
| 1    | Arnaud Démare      | FDJ     | 4h25'29" |
| 2    | Mickaël Delage     | FDJ     | s.t.     |
| 3    | Matthieu Ladagnous | FDJ     | s.t.     |

### 3ª tappa
- 13 febbraio: Cadolive > Pégomas – 180,5 km

Risultati
| Pos. | Corridore          | Squadra    | Tempo    |
| ---- | ------------------ | ---------- | -------- |
| 1    | Andrij Hrivko      | Astana     | 4h18'12" |
| 2    | Matthieu Ladagnous | FDJ        | a 18"    |
| 3    | Jan Bakelants      | AG2R La M. | a 22"    |

| Pos. | Corridore          | Squadra    | Tempo    |
| ---- | ------------------ | ---------- | -------- |
| 1    | Andrij Hrivko      | Astana     | 8h43'41" |
| 2    | Matthieu Ladagnous | FDJ        | a 18"    |
| 3    | Jan Bakelants      | AG2R La M. | a 40"    |

### 4ª tappa
- 14 febbraio: Bordighera > Bordighera – 126 km

Risultati
| Pos. | Corridore         | Squadra    | Tempo    |
| ---- | ----------------- | ---------- | -------- |
| 1    | Jan Bakelants     | AG2R La M. | 2h37'38" |
| 2    | Arnold Jeannesson | Cofidis    | a 2"     |
| 3    | Alexandre Geniez  | FDJ        | s.t.     |

| Pos. | Corridore          | Squadra    | Tempo     |
| ---- | ------------------ | ---------- | --------- |
| 1    | Andrij Hrivko      | Astana     | 11h21'27" |
| 2    | Matthieu Ladagnous | FDJ        | a 18"     |
| 3    | Jan Bakelants      | AG2R La M. | a 32"     |

## Evoluzione delle classifiche
| Tappa              | Vincitore          | Classifica generale Maglia gialla | Classifica a punti Maglia verde | Classifica della montagna Maglia rossa | Classifica dei giovani Maglia bianca | Classifica a squadre |
| ------------------ | ------------------ | --------------------------------- | ------------------------------- | -------------------------------------- | ------------------------------------ | -------------------- |
| 1ª                 | FDJ                | Matthieu Ladagnous                | Eros Capecchi                   | Florian Sénéchal                       | Marc Sarreau                         | FDJ                  |
| 2ª                 | Arnaud Démare      | Arnaud Démare                     | Arnaud Démare                   | Luca Sterbini                          | Arnaud Démare                        | FDJ                  |
| 3ª                 | Andrij Hrivko      | Andrij Hrivko                     | Matthieu Ladagnous              | Rudy Barbier                           | Lilian Calmejane                     | AG2R La Mondiale     |
| 4ª                 | Jan Bakelants      | Andrij Hrivko                     | Jan Bakelants                   | Cyril Gautier                          | Lilian Calmejane                     | AG2R La Mondiale     |
| Classifiche finali | Classifiche finali | Andrij Hrivko                     | Jan Bakelants                   | Cyril Gautier                          | Lilian Calmejane                     | AG2R La Mondiale     |

## Classifiche finali

### Classifica generale
| Pos. | Corridore          | Squadra    | Tempo     |
| ---- | ------------------ | ---------- | --------- |
| 1    | Andrij Hrivko      | Astana     | 11h21'27" |
| 2    | Matthieu Ladagnous | FDJ        | a 18"     |
| 3    | Jan Bakelants      | AG2R La M. | a 32"     |
| 4    | Mikaël Cherel      | AG2R La M. | a 42"     |
| 5    | Yoann Bagot        | Cofidis    | a 58"     |
| 6    | Florian Vachon     | Fortuneo   | a 1'03"   |
| 7    | Alexandre Geniez   | FDJ        | a 1'21"   |
| 8    | Lilian Calmejane   | Direct É.  | a 1'26"   |
| 9    | Guillaume Levarlet | HP BTP     | a 1'32"   |
| 10   | Thierry Hupond     | Delko      | a 1'40"   |

### Classifica a punti
| Pos. | Corridore          | Squadra    | Punti |
| ---- | ------------------ | ---------- | ----- |
| 1    | Jan Bakelants      | AG2R La M. | 57    |
| 2    | Matthieu Ladagnous | FDJ        | 37    |
| 3    | Andrij Hrivko      | Astana     | 32    |
| 4    | Arnaud Démare      | FDJ        | 25    |
| 5    | Alexandre Geniez   | FDJ        | 24    |

### Classifica della montagna
| Pos. | Corridore          | Squadra    | Punti |
| ---- | ------------------ | ---------- | ----- |
| 1    | Cyril Gautier      | AG2R La M. | 10    |
| 2    | Loïc Chetout       | Cofidis    | 8     |
| 3    | Andrij Hrivko      | Astana     | 6     |
| 4    | Matthieu Ladagnous | FDJ        | 6     |
| 5    | Alex Aranburu      | Euskadi    | 6     |

### Classifica dei giovani
| Pos. | Corridore        | Squadra      | Tempo     |
| ---- | ---------------- | ------------ | --------- |
| 1    | Lilian Calmejane | Direct É.    | 11h22'53" |
| 2    | Romain Combaud   | Delko        | a 2'06"   |
| 3    | Simone Andreetta | Bardiani-CSF | a 2'24"   |
| 4    | Egan Bernal      | Androni      | a 3'43"   |
| 5    | Maxime Cam       | Fortuneo     | a 3'50"   |

### Classifica a squadre
| Pos. | Squadra                      | Tempo     |
| ---- | ---------------------------- | --------- |
| 1    | AG2R La Mondiale             | 33h48'57" |
| 2    | FDJ                          | a 1'57"   |
| 3    | Astana Pro Team              | a 2'59"   |
| 4    | Delko-Marseille Provence-KTM | a 3'32"   |
| 5    | Fortuneo-Vital Concept       | a 3'55"   |